# Crassispira bernardi
Crassispira bernardi is een slakkensoort uit de familie van de Pseudomelatomidae. De wetenschappelijke naam van de soort is voor het eerst geldig gepubliceerd in 1995 door Fernandes, Rolán & Otero-Schmitt.